# Хакер

Эмблема хакеров

Ха́кер (англ. hacker, от to hack — обтёсывать, делать зарубку) — многозначный термин в области вычислительной техники и программирования.
Лица или группы, которые взламывают сети, чтобы дезорганизовать, повредить или парализовать их, в основном ради известности или самоутверждения.
Изначально хакерами называли программистов, которые исправляли ошибки в программном обеспечении каким-либо быстрым или элегантным способом; слово hack пришло из лексикона хиппи, в русском языке есть идентичное жаргонное слово «врубаться» или «рубить в …». См. en:Hacker culture.
Начиная с конца XX века в массовой культуре появилось новое значение — «компьютерный взломщик», программист, намеренно обходящий системы компьютерной безопасности  См. hacker (computer security).

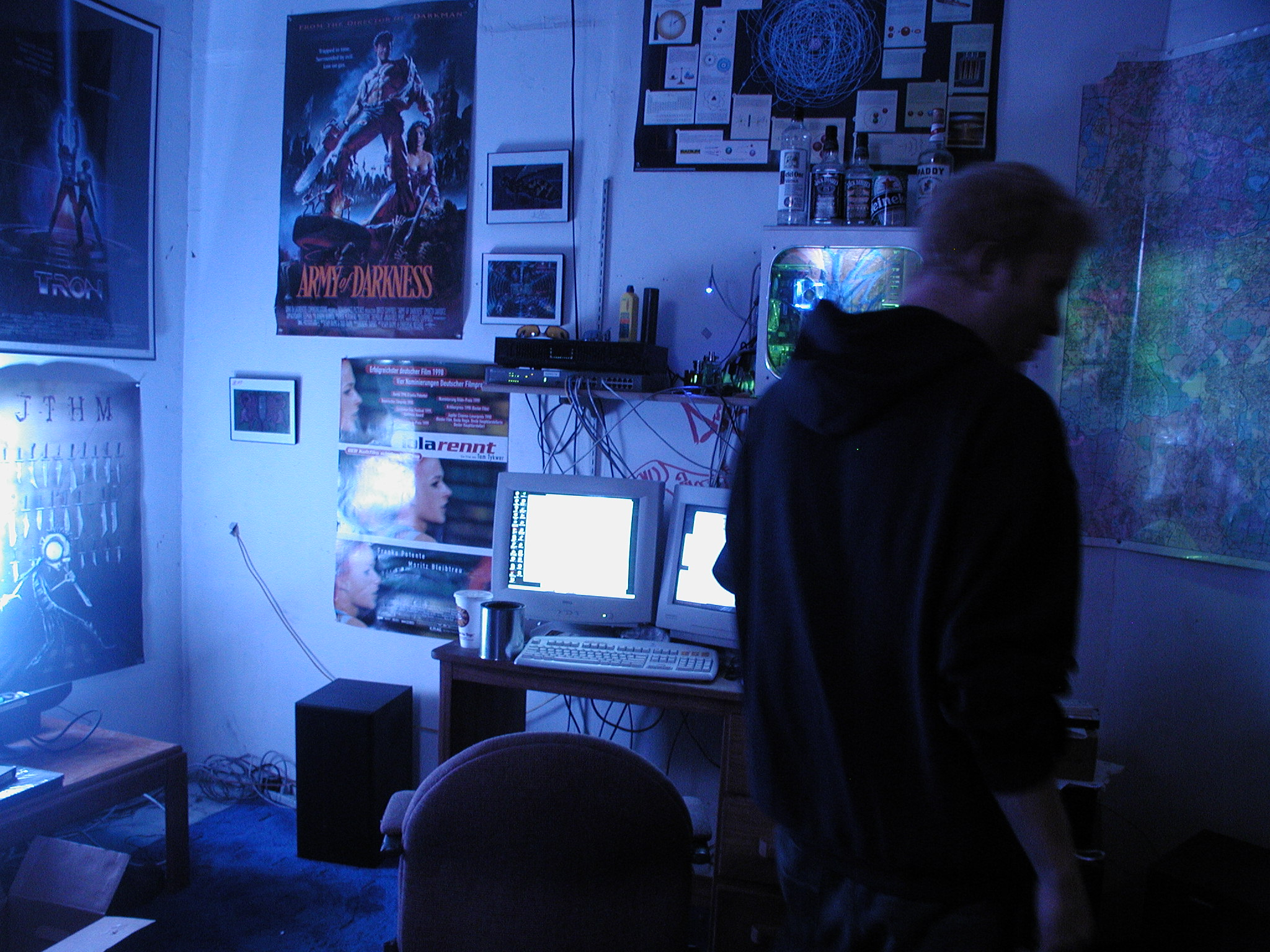
Фотография хакера и программиста в его домашнем офисе, Винчестер, Массачусетс, 2004 год

## Этимология
C начала XIII века слово Hacker встречается как фамилия в значении «рубильщик, резак», возможно также «тот, кто делает рубящие инструменты», образовано от глагола hack — рубить.
Современное значение — тот, кто получает несанкционированный доступ к компьютерным записям — зафиксировано в 1975 году, и это значение, по-видимому, предполагает значение hack в контексте компьютерного сленга «экспериментирование с программным обеспечением, наслаждение процессом программирования компьютеров».

## Различные значения слова
Jargon File даёт следующее определение:
Хакер:
1. Человек, увлекающийся исследованием подробностей (деталей) программируемых систем, изучением вопроса повышения их возможностей в противоположность большинству пользователей, которые предпочитают ограничиваться изучением необходимого минимума. RFC 1983 усиливает это определение следующим образом: «Человек, наслаждающийся доскональным пониманием внутреннего устройства систем, компьютеров и компьютерных сетей в частности».
2. Кто-либо, программирующий с энтузиазмом (даже одержимо) или любящий программировать, а не просто теоретизировать о программировании.
3. Человек, способный ценить и понимать хакерские ценности.
4. Человек, который силён в быстром программировании.
5. Эксперт по отношению к определённой компьютерной программе или кто-либо часто работающий с ней; пример: «хакер Unix». (Определения 1—5 взаимосвязаны, так что один человек может попадать под несколько из них.)
6. Эксперт или энтузиаст любого рода. Кто-либо может считаться «хакером астрономии», например.
7. Кто-либо любящий интеллектуальные испытания, заключающиеся в творческом преодолении или обходе ограничений.
8. (неодобрительно) Злоумышленник, добывающий конфиденциальную информацию в обход систем защиты (например, «хакер паролей», «сетевой хакер») — взломщик, крэкер (англ. cracker).
9. Эксперт в компьютерной безопасности, ищущий слабые места в системе, который либо помогает их исправить (белый хакер), либо использует в своих корыстных целях (крэкер)

Исторически сложилось так, что в настоящее время слово чаще употребляется в значении «компьютерный злоумышленник». Более того, в кинофильмах хакер обычно подаётся как человек, который способен с ходу «взломать» любую систему, что на самом деле невозможно. Например, в фильме «Пароль „Рыба-меч“» хакер взламывает шифр Вернама — систему шифрования, для которой математически доказана абсолютная криптографическая стойкость, то есть из анализа перехваченной шифровки без знания ключа невозможно ничего узнать о передаваемом сообщении.
В последнее время словом «хакер» часто называют всех компьютерных взломщиков, создателей компьютерных вирусов и других компьютерных преступников, таких как кардеры, крэкеры, скрипт-кидди. Многие  взломщики по праву могут называться хакерами, потому как действительно соответствуют всем (или почти всем) вышеперечисленным определениям слова.

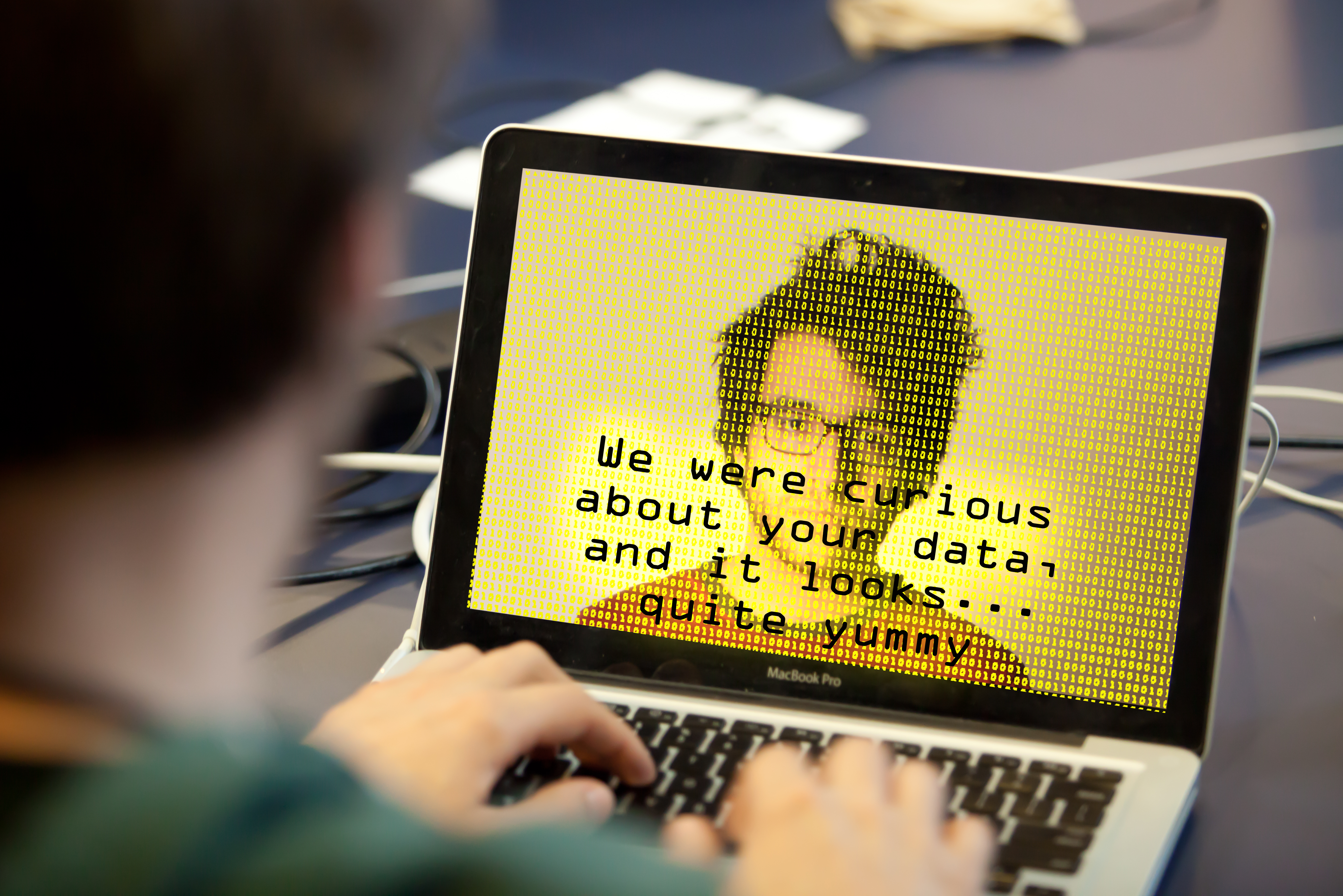
Картина, иллюстрирующая кибер-хакеров. Надпись по-английски: «Нам интересны ваши данные и они выглядят привлекательно».

## Виды хакеров
Для хакеров в современном понимании (как взломщиков) существует классификация на разные виды, из которых двумя основными являются White hat (с англ. — «белая шляпа») и Black hat (с англ. — «чёрная шляпа»).
Черными шляпами называют киберпреступников, тогда как белыми шляпами прочих специалистов по информационной безопасности (в частности специалистов, работающих в крупных IT-компаниях) или исследователей IT-систем, не нарушающих закон. В случаях, например, мелких нарушений законодательства или отсутствия нарушений законодательства, но нарушения внутренних правил какого-либо интернет-сервиса может использоваться термин Grey hat (с англ. — «серая шляпа»).
Термин скрипт-кидди означает взломщика или киберпреступника, использующего чужие наработки (например, покупающего их). Скрипт-кидди противопоставляется хакеру, как человек не понимающий принципа работы используемых инструментов и сути эксплуатируемой уязвимости.
Отмечают разновидность хакеров-вымогателей, которые вымогают деньги у физических лиц и компаний за восстановление конфиденциальной информации или непубликацию украденных данных. 

### Военный аспект
По мнению экспертов, хакеры могут состоять на военной службе и заниматься взломом систем безопасности с целью разведки и / или диверсий. Так, по сведениям финской компании F-Secure и данным российской компании «Лаборатория Касперского», хакерская группировка The Dukes, предположительно атаковавшая вирусами компьютерные системы в НАТО, США и Центральной Азии (начиная с 2008 года), работает в интересах правительства России.

## История
Изначально, в 1960-е годы, хакерами называли высококвалифицированных программистов, которые легко могли исправить ошибку операционной системы, сбросить забытый пользователем пароль или улучшить производительность программы.

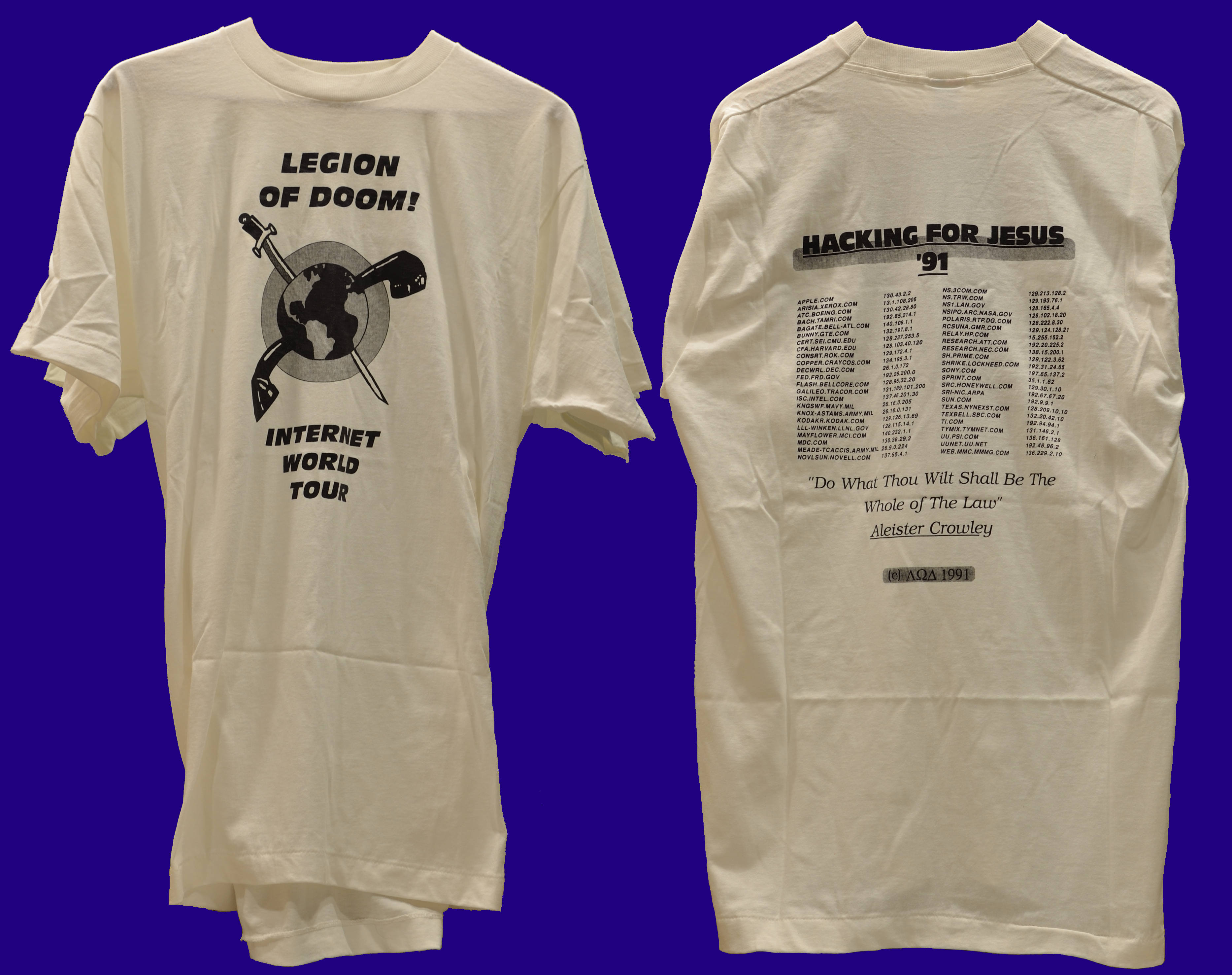
Футболки с символикой Legion of Doom, 1991 год

Хакерство в современном понимании появилось в 1980-е годы, с развитием компьютерных сетей. Тогда возникли группы хакеров Chaos Computer Club в Германии и Legion of Doom в США. В 1983 году в США арестовали шестерых подростков, входивших в так называемую группу 414 (по коду региона, в котором они действовали), которые всего за девять дней взломали 60 компьютеров, в том числе компьютеры Лос-Аламосской национальной лаборатории, с помощью которых велись разработки ядерного оружия. В том же году внимание к хакерам привлёк фильм «Военные игры», где главный герой считает, что получает удалённый доступ к компьютеру производителя видеоигр, но вместо этого проникает в военный компьютер, моделирующий различные угрозы и конфликты, при этом встроенный в систему управления национальной безопасностью США. Главный герой даёт команду на запуск «игры» под названием «Глобальная термоядерная война», что приводит к ужасающим последствиям.
В 1984 году в США начал выходить первый хакерский журнал 2600: The Hacker Quarterly, в 1985 году там же начал выходить аналогичный журнал Phrack. В 1986 году был арестован член группы Legion of Doom Лойд Бланкеншип, известный как The Mentor, после чего он опубликовал «Манифест хакера». В 1988 году был осужден Кевин Митник, который ещё в 1979 году получил несанкционированный доступ к компьютерной сети компании Digital Equipment Corporation. В 1993 году в Лас-Вегасе прошла конференция хакеров DEFCON, которая задумывалась как церемония прощания с BBS (на смену им пришла технология World Wide Web), однако этот форум вызвал такой интерес, что стал ежегодным.

## Ценности хакеров
В среде хакеров принято ценить время своё и других хакеров («не изобретать велосипед»), что, в частности, подразумевает необходимость делиться своими достижениями, создавая свободные и/или открытые программы.

## Компьютерная безопасность: правовые аспекты
В России, Европе и Америке взлом компьютеров, уничтожение информации, создание и распространение компьютерных вирусов и вредоносных программ преследуется законом. Злостные взломщики согласно международным законам по борьбе с киберпреступностью подлежат экстрадиции подобно военным преступникам.
Тем не менее, США в 2013 году первыми в мире учредили боевую награду за особые заслуги солдат, действующих в кибер-пространстве: медаль «Distinguished Warfare Medal».
«Новые возможности, которыми располагают американские военнослужащие, позволяют им сражаться с врагом и менять ход битвы, находясь в удаленной точке. К сожалению, не существовало наград, которые такие люди могли бы получить за свои заслуги»
 — министр обороны США Леон Панетта (Leon Panetta)

## Исторические причины существования различий в значениях слова «хакер»
Значение слова «хакер» в первоначальном его понимании возникло в стенах MIT в 1960-х задолго до широкого распространения компьютеров. Тогда оно являлось частью местного сленга и первоначально обозначало простое, но грубое решение какой-либо проблемы безотносительно к компьютерной технике вообще; хитрую проделку студентов (обычно автора и называли хакером).
Распространение компьютеров привело, в частности, к тому, что студентам MIT было предложено за использование программных продуктов в учебных целях платить. В этом студенты увидели попытку построения в стенах их учебного заведения классового общества. И тогда, чтобы этого не допустить, то есть обеспечить бесплатный доступ к соответствующим продуктам, в MIT и появились первые взломщики систем компьютерной защиты, которых тоже стали называть «хакеры».
Жаргонное слово «to hack» (рубить, кромсать) означало внесение изменений в свою или чужую программу с ходу (при этом предполагалось, что имеются исходные тексты программы). Отглагольное существительное «hack» означало результаты такого изменения. Полезным и достойным делом считалось не просто сообщить автору программы об ошибке, а сразу предложить ему такой «хак», который её исправляет.
Хак, однако, не всегда имел целью исправление ошибок — он мог менять поведение программы вопреки воле её автора. Именно подобные скандальные инциденты, в основном, и становились достоянием гласности, а понимание хакерства как активной обратной связи между авторами и пользователями программ никогда журналистов не интересовало. Когда настала эпоха закрытого программного кода, исходные тексты многих программ стали недоступными, и положительная роль хакерства начала сходить на нет — огромные затраты времени на хак закрытого исходного кода могли быть оправданы только очень сильной мотивацией — такой, как желание заработать деньги или скандальную популярность.
В результате появилось новое, искажённое понимание слова «хакер»: оно означает злоумышленника, использующего обширные компьютерные знания для осуществления несанкционированных, иногда вредоносных действий в компьютере — взлом компьютеров, написание и распространение компьютерных вирусов. Впервые в этом значении слово «хакер» было употреблено Клиффордом Столлом в его книге «Яйцо кукушки». Военные игры (1984) был первым фильмом, показавшим огромную потенциальную опасность хакерства. Фильм вызвал широкую дискуссию в СМИ, Рональд Рейган обсуждал его с членами Конгресса и своими советниками, что привело к появлению в 1985 году первой президентской директивы по компьютерной безопасности, а в 1986 году — первой федеральной интернет-регламентации — Закона США о компьютерном мошенничестве и злоупотреблениях. Кинофильм «Хакеры» (1995) использовал термин как уже широко распространённый в компьютерном сленге, где слова «хак», «хакать» обычно уже относились ко взлому защиты компьютерных сетей, веб-серверов и тому подобному.
Отголоском негативного восприятия понятия «хакер» является слово «кулхацкер» (от англ. cool hacker), получившее распространение в отечественной околокомпьютерной среде практически с ростом популярности исходного слова. Этим термином обычно называют дилетанта, старающегося походить на профессионала хотя бы внешне — при помощи употребления якобы «профессиональных» хакерских терминов и жаргона, использования «типа хакерских» программ без попыток разобраться в их работе и т. п. Название «кулхацкер» иронизирует над тем, что такой человек, считая себя крутым хакером (англ. cool hacker), настолько безграмотен, что даже не может правильно прочитать по-английски то, как он себя называет. В англоязычной среде такие люди получили наименование «скрипт-кидди».
Некоторые из личностей, известных как поборники свободного и открытого программного обеспечения — например, Ричард Столлман — призывают к использованию слова «хакер» только в первоначальном смысле.

«Глайдер», неофициальный символ движения хакеров

Весьма подробные объяснения термина в его первоначальном смысле приведены в статье Эрика Рэймонда «Как стать хакером». Также Эрик Рэймонд предложил в октябре 2003 года эмблему для хакерского сообщества — символ «глайдера» (англ. glider) из игры «Жизнь». Поскольку сообщество хакеров не имеет единого центра или официальной структуры, предложенный символ нельзя считать официальным символом хакерского движения. По этим же причинам невозможно судить о распространённости этой символики среди хакеров — хотя вполне вероятно, что какая-то часть хакерского сообщества приняла её.